# Jan Eric Visser
Jan Eric Visser (Leeuwarden, 22 juni 1962) is een Nederlands beeldend kunstenaar.

## Jeugd en opleiding
Jan Eric Visser werd geboren in Leeuwarden. Rond zijn derde levensjaar verhuisde het gezin naar Apeldoorn waar hij opgroeide. De omringende bossen met aanverwante papierindustrie zijn een belangrijke inspiratiebron voor zijn werk. De autoloze zondagen van zijn jeugd en het rapport van de Club van Rome, getiteld 'De grenzen aan de groei' maakten Visser al vroeg bewust van de mogelijke nadelige gevolgen van de consumptiemaatschappij. Visser studeerde aan de Kunstacademie in Kampen en Rotterdam.

## Werk
Visser gebruikt zijn eigen anorganisch huisvuil gebruikt als medium voor zijn beeldhouwwerk. Hij doet dit al sinds 1989 en propageert daarmee een overlevingsstrategie waarin alles van waarde is. In 2008 introduceert Visser de term Form Follows Garbage voor zijn oeuvre, persiflage van het Form follows function principe van de 20e eeuw. Voor zijn buitensculpturen werkt Visser met innovatieve circulaire materialen.
Volgens Visser zijn afval en klimaatverandering met elkaar verbonden omdat ze beide gevolg zijn van een op fossiele brandstof gestoelde maatschappij. Ook deelt hij de overtuiging dat een meer circulaire economie kan bijdragen aan de oplossing van klimaatproblemen. Het delven van nieuwe grondstoffen, het transport ervan, de productie en distributie van nieuwe producten gaan gepaard met veel CO2-uitstoot.
Terugkerend thema in Vissers werk is het mysterie dat hij probeert vorm te geven met zijn beelden en tastbaar te maken. Hij ziet afval als metafoor voor menselijk onvermogen zich te verhouden tot de kwetsbare levenscyclus.

## Exposities

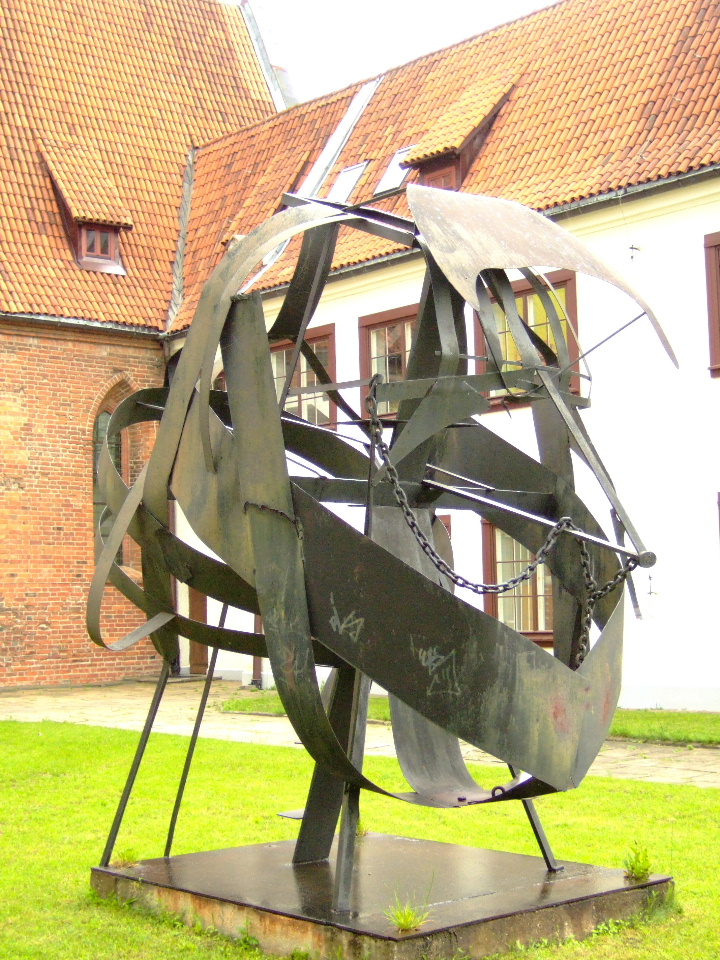
„Kreuzritterkopf“, Bibliotheek Elbląg

Jan Eric Visser exposeerde onder meer in Museum Aalst (B), Museum Bochum (DE), RAM Galerie Rotterdam, Museum 21_21 Design SIght Tokyo (JP), Design Museum Holon (IL), Verbeke Foundation Kemzeke (B), Museo de Casa Brasileira Sao Paulo (BR), Museum Rijswijk, Gorcums Museum, Galerie Art Affairs Amsterdam, MOTI museum Breda, Museum Artipelag Stockholm (SE), CODA Museum Apeldoorn, GroundWork Gallery King’s Lynn (GB), L’étrangère Gallery Londen (GB), Stedelijk Museum Schiedam, Art R’dam, TENT Rotterdam, LUMC Galerie Leiden.
Zijn werk is opgenomen in collecties van onder meer: Aegon Art Collection, Stedelijk Museum Schiedam, Hogeschool Rotterdam, Stad Aalst, Stad Gorinchem, Verbeke Foundation, Stad Elblag (PL).
- Gemeinsame Normdatei: 1167708199
- International Standard Name Identifier: 0000 0003 9347 6608
- Library of Congress Control Number: no2019054915
- Nederlandse Thesaurus van Auteursnamen: 304529966
- RKD-Nederlands Instituut voor Kunstgeschiedenis: 223551
- Virtual International Authority File: 287768765